# Giovanna (Anna Voggi)
Giovanna, née Anna Voggi à Reggio d'Émilie en 1934 et morte en 2024, est une écrivaine et plasticienne italienne.

## Biographie
En 1965, Giovanna (anagramme arrangée d'Anna Voggi) et son compagnon Jean-Michel Goutier sont invités par André Breton à rejoindre le groupe parisien des surréaliste. 
En novembre de cette même année, elle exécute une performance, La Carte absolue, juste avant l'inauguration de l'exposition internationale du surréalisme « L’Écart absolu » (Galerie de l’Œil, Paris).
En 1967, elle expose à São Paulo, lors d'une exposition consacrée au surréalisme, ses travaux réalisés à partir d'une machine à écrire, entre le dessin et le texte, inaugurant une nouvelle forme d'automatisme. 
Dès lors, elle sera présente dans de nombreuses expositions organisées par des proches de Breton (José Pierre, Édouard Jaguer et entre autres le mouvement Phases).
Dans les années 1970-72, elle prend comme support la grille de mots croisés no 249 du magazine Le Nouvel Observateur sur laquelle elle propose différentes solutions chromatiques à l'énigme posée. Certaines de ces grilles seront jointes à l'édition réservée du célèbre essai de Carlos Castaneda, L'Herbe du diable et la petite fumée édité par Le Soleil Noir.
Toujours au Soleil Noir, elle publiera dans la collection « Le Récipiendaire » (dirigée par J.-M. Goutier) deux textes aujourd'hui quasiment introuvables.
Les travaux de Giovanna depuis 1976 incluent à la fois des recherches plastiques et des créations textuelles. En 2017 est publiée une anthologie, Poèmes et aphorismes (1998-2015), qui rassemble ses oeuvres poétiques. 

## Expositions
- A Phala, Primeira Exposição Surrealista, Fundação Armando Álvares Penteado, São Paulo, mai 1967
- "La Crête de l'incendie" (performance) in La Fureur poétique. Animation, recherche, confrontation, l'ARC, Paris, du 15 mars au 23 avril 1967 (Commissaire : José Pierre)
- Voir : projection publique de 250 réponses au problème no 249, galerie Delpire, Paris, 1974
- Surrealism Unlimited, Camden Arts Centre, Londres, 1978
- "Self-Adhesive / Self-Matic", Actual, 1991
- Performance : XVIIIe Festival international Polyphonix, Paris, 1992
- Migration clandestine, Galerie Lumière Noire, Montréal, Québec, 1994
- Performance : « La Part féminine dans le surréalisme », Colloque de Cerisy-la-Salle, 1997

## Études
- La Femme surréaliste, revue Obliques, no 14-15, Borderie, 1977
- [Article] « Giovanna » in A. Biro, R. Passeron, Ed. Jaguer, Dictionnaire Général du surréalisme et de ses environs, Paris, PUF, 1982
- Erika Billeter & José Pierre, La Femme et le surréalisme, Musée cantonal des beaux-arts de Lausanne, 1987, p. 501
- [Film doc.] François Luxereau, Giovanna, naissance d'une œuvre, CNRS, 1988
- Georgiana Colvile, Scandaleusement d'elles. Trente-quatre femmes surréalistes, Paris, Jean-Michel Place, 1999, p. 112
- Laura Santone,  « Jet, Tra-jet: la traversata dei segni di Giovanna », in Traiettorie della modernità. Il Surrealismo all'alba del terzo millennio, Torino, Lindau, 2003
- [Article] « Giovanna » in K. Aspley, Historical Dictionary of Surrealism, Scarecrow Press, 2010
- Laura Santone, Écrire, écouter, signifier. Sur l’art verbal de la créatrice surréaliste Giovanna, Roma, Artemide, 2018
- Association des amis de Benjamin Péret, « Giovanna (1932-2024) » [en ligne], 2024 ; https://www.benjamin-peret.org/bibliotheque/articles/458-giovanna-1932-2024.html
- Les Éditions du Grand Tamanoir, « Départ de Giovanna » [en ligne], 22 février 2024 ; https://legrandtamanoir.net/depart-de-giovanna/